# Hösttamarisk
Hösttamarisk (Tamarix ramosissima) är en tamariskväxtart som beskrevs av Carl Friedrich von Ledebour. Enligt Catalogue of Life och Dyntaxa ingår Hösttamarisk i släktet tamarisker och familjen tamariskväxter. Arten förekommer tillfälligt i Sverige, men reproducerar sig inte. Inga underarter finns listade.

## Bildgalleri

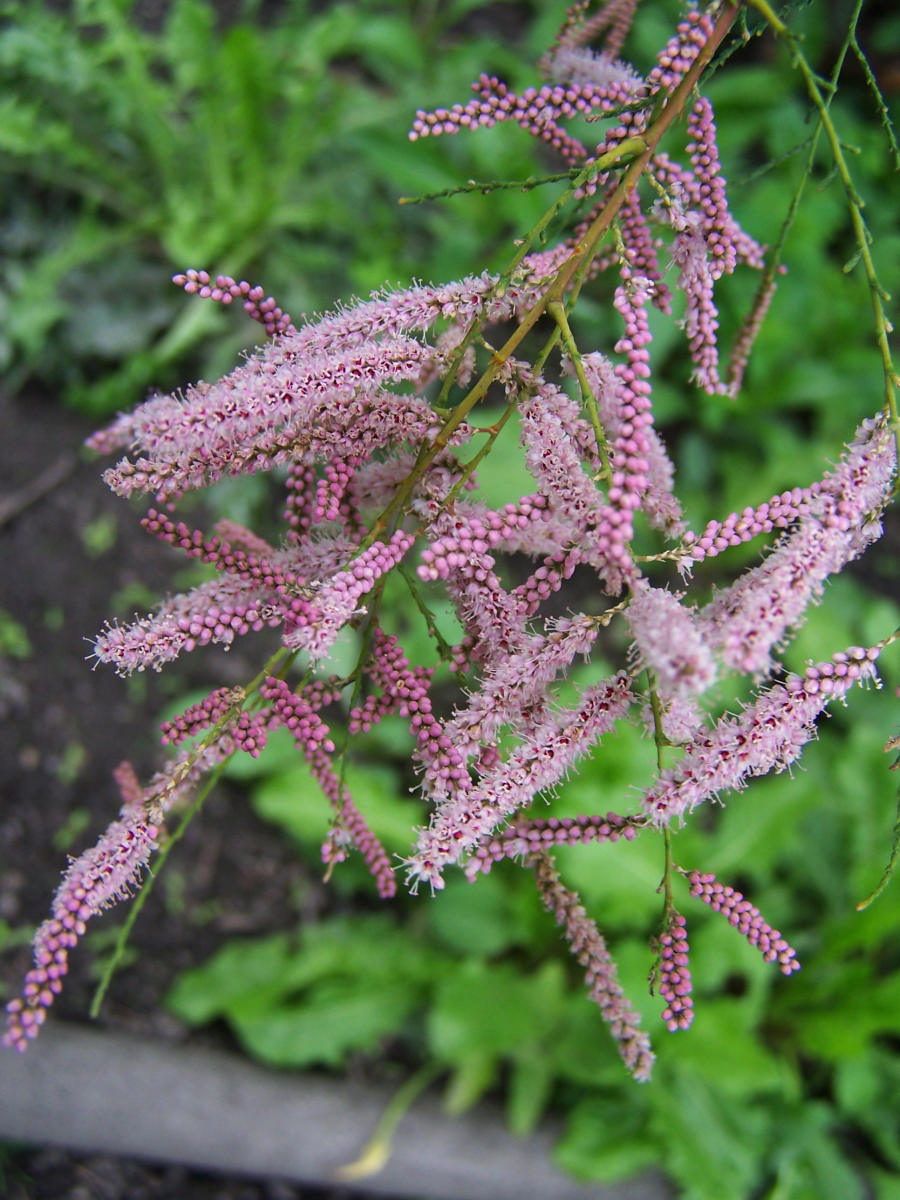
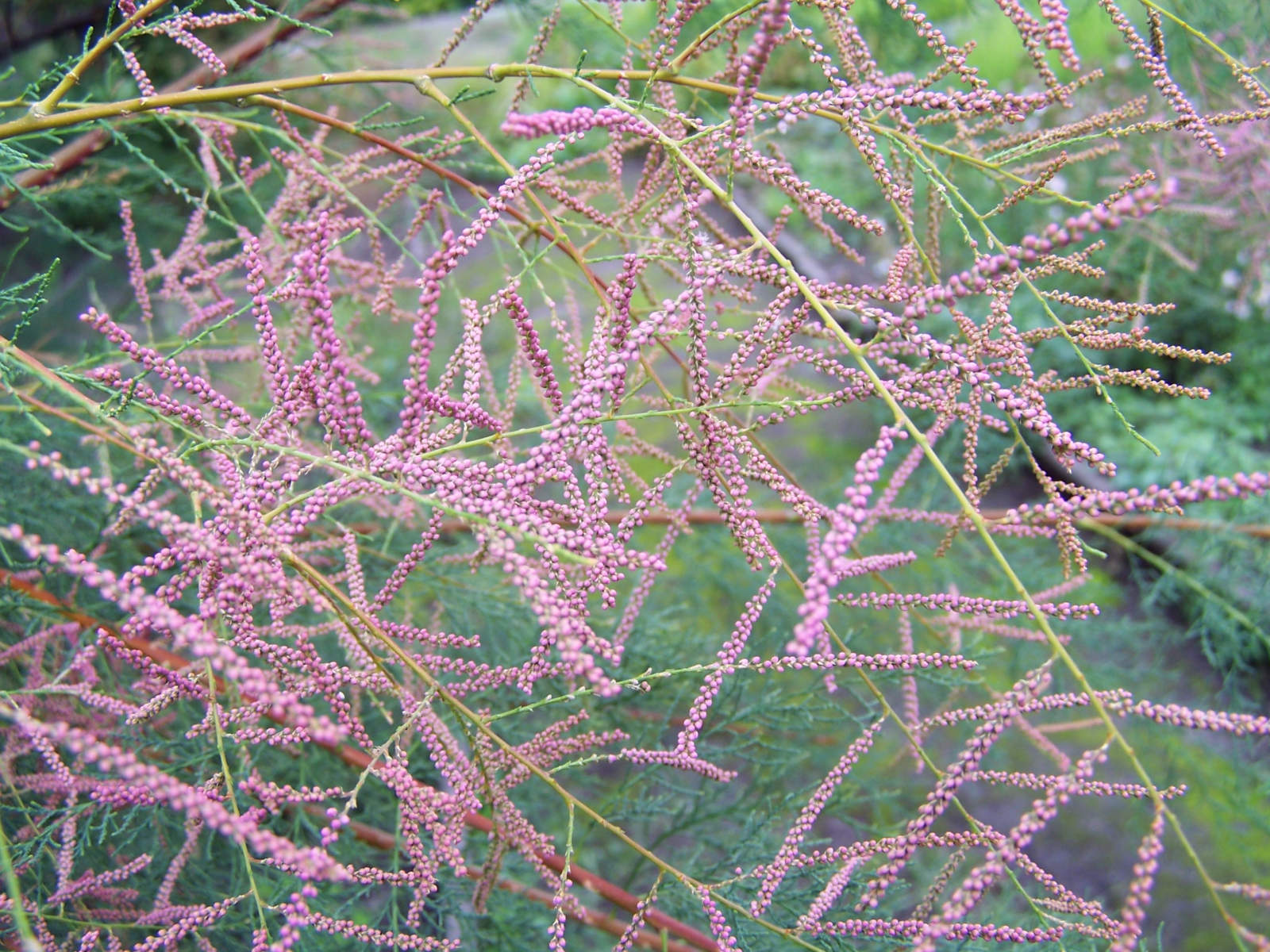
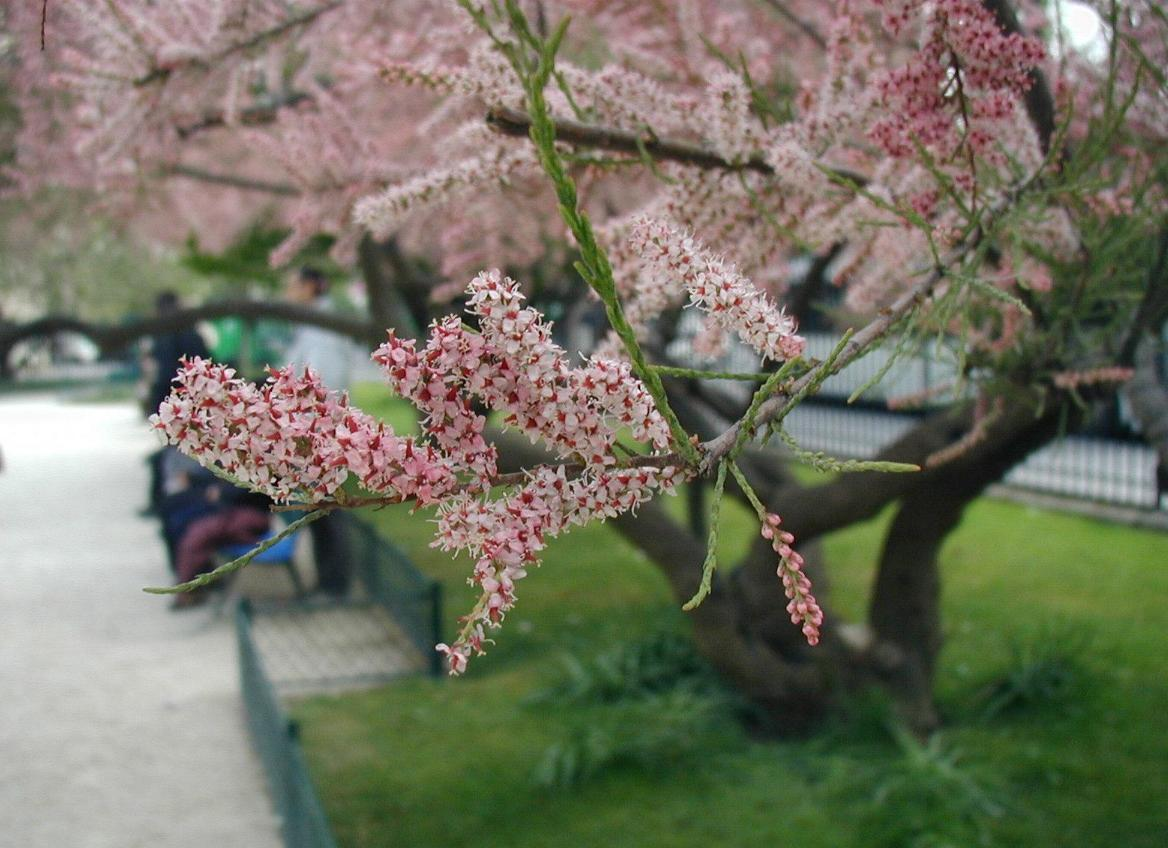